# Niederwerrn
Niederwerrn – miejscowość i gmina w Niemczech, w kraju związkowym Bawaria, w rejencji Dolna Frankonia, w regionie Main-Rhön, w powiecie Schweinfurt. Leży około 3 km na zachód od Schweinfurtu, nad rzeką Wern, przy drodze B303 i linii kolejowej Schweinfurt – Eisenach/Bad Kissingen.

## Dzielnice
W skład gminy wchodzą dwie dzielnice: 
- Niederwerrn
- Oberwerrn

## Demografia
| Rok  | Liczba mieszk. |
| ---- | -------------- |
| 2004 | 7 936          |
| 2005 | 7 964          |

## Miejscowości partnerskie
- Ifs, Francja (od 1992)

## Zabytki i atrakcje
- młyn Paulus
- groty skalne
- nowy zamek

## Osoby urodzone w Niederwerrn
- Christian Heinrich Hohmann, kompozytor
- Hugo von Trimberg, pisarz